# 帕维尔·霍夫曼
帕维尔·霍夫曼（捷克語：Pavel Hofmann，1938年1月29日—），捷克男子赛艇运动员。他曾代表捷克斯洛伐克参加1960年和1964年夏季奥林匹克运动会赛艇比赛，其中1964年奥运会获得一枚铜牌。